# Parque paisajístico del Valle del Bóbr
El parque paisajístico del Valle del Bóbr (Park Krajobrazowy Doliny Bobru) es un área protegida en el suroeste de Polonia.
El parque se encuentra en el voivodato de Baja Silesia. Comprende los distritos de Jelenia Góra (en él, los municipios de Jeżów Sudecki y Stara Kamienica), Lwówek Śląski (municipios de Lwówek Śląski, Lubomierz y Wleń) y Złotoryja (municipio de Świerwa). El río Bóbr, con una longitud de 272 km, lo atraviesa de sur a norte.

## Galería

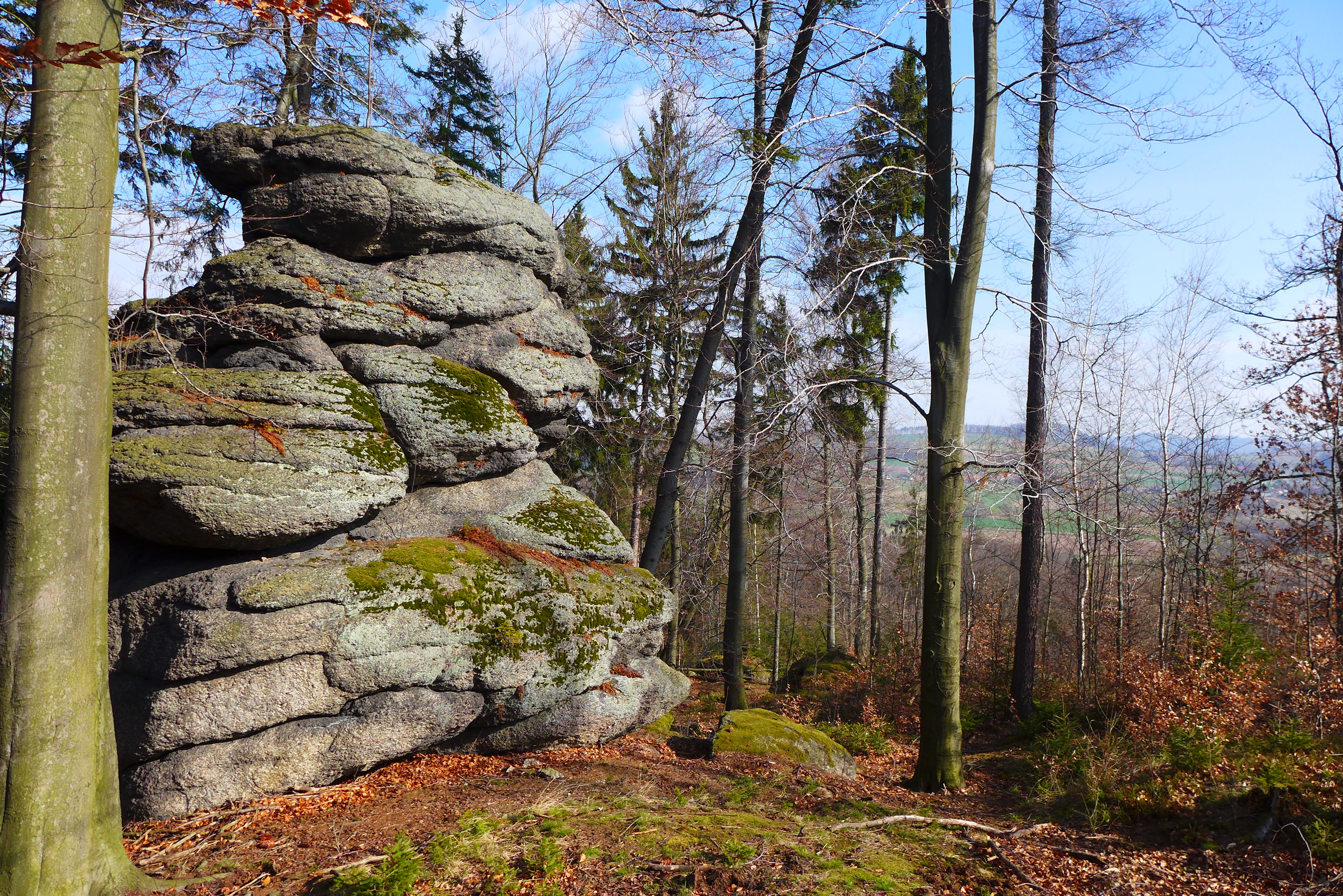
Formación rocosa en las laderas del valle, cerca de Jelenia Góra
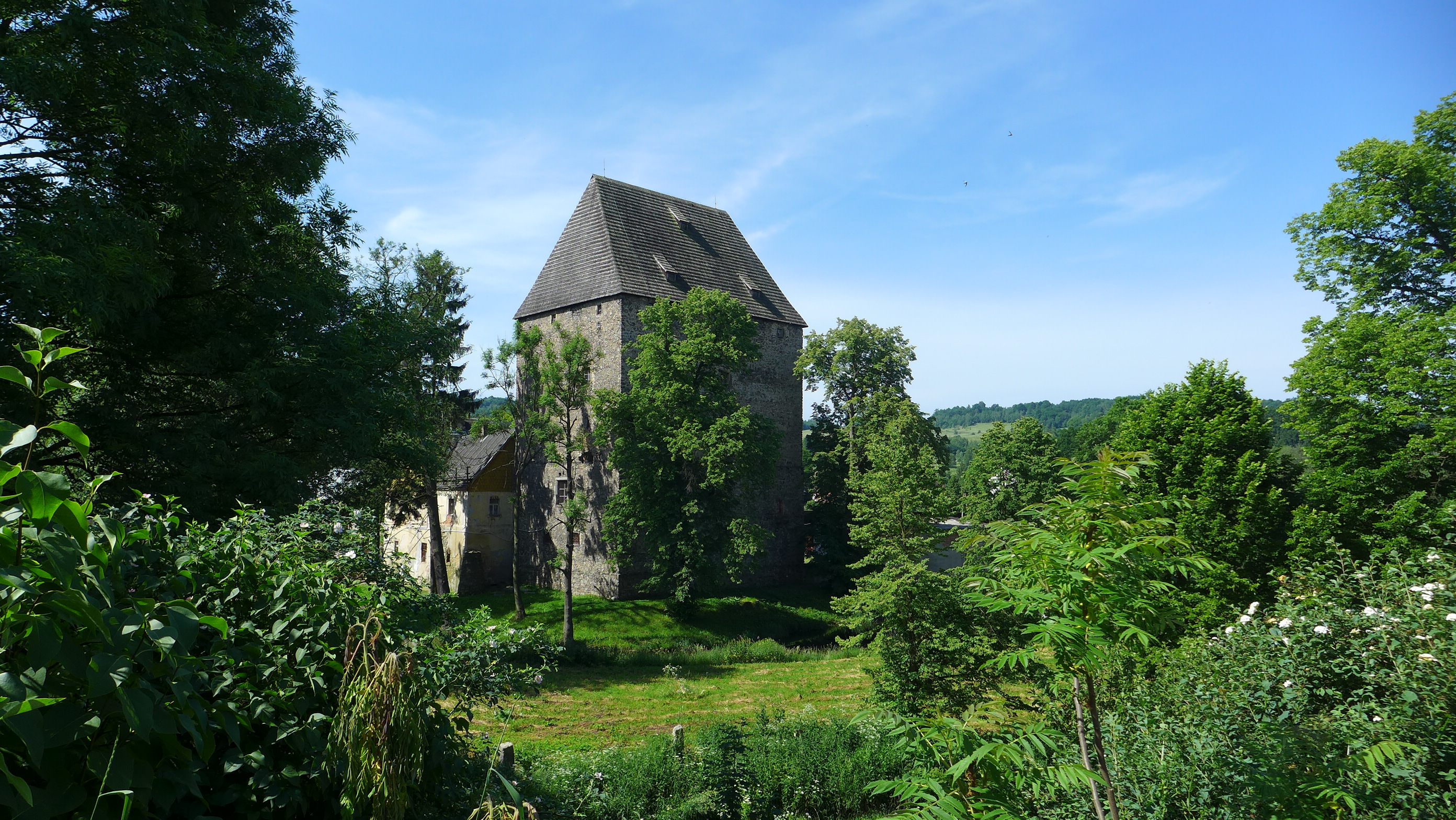
En Siedlęcin
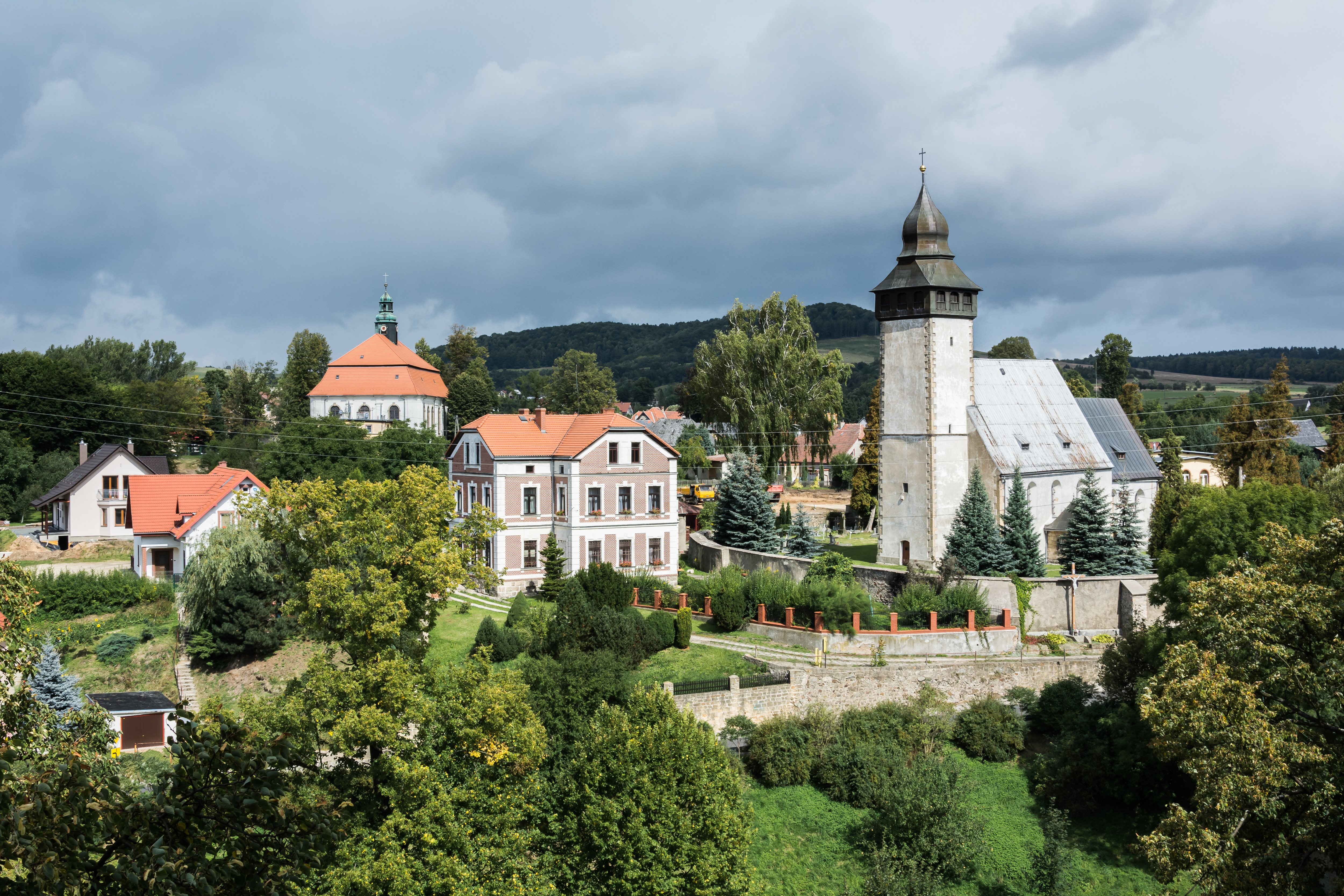
El antiguo pueblo de Siedlęcin
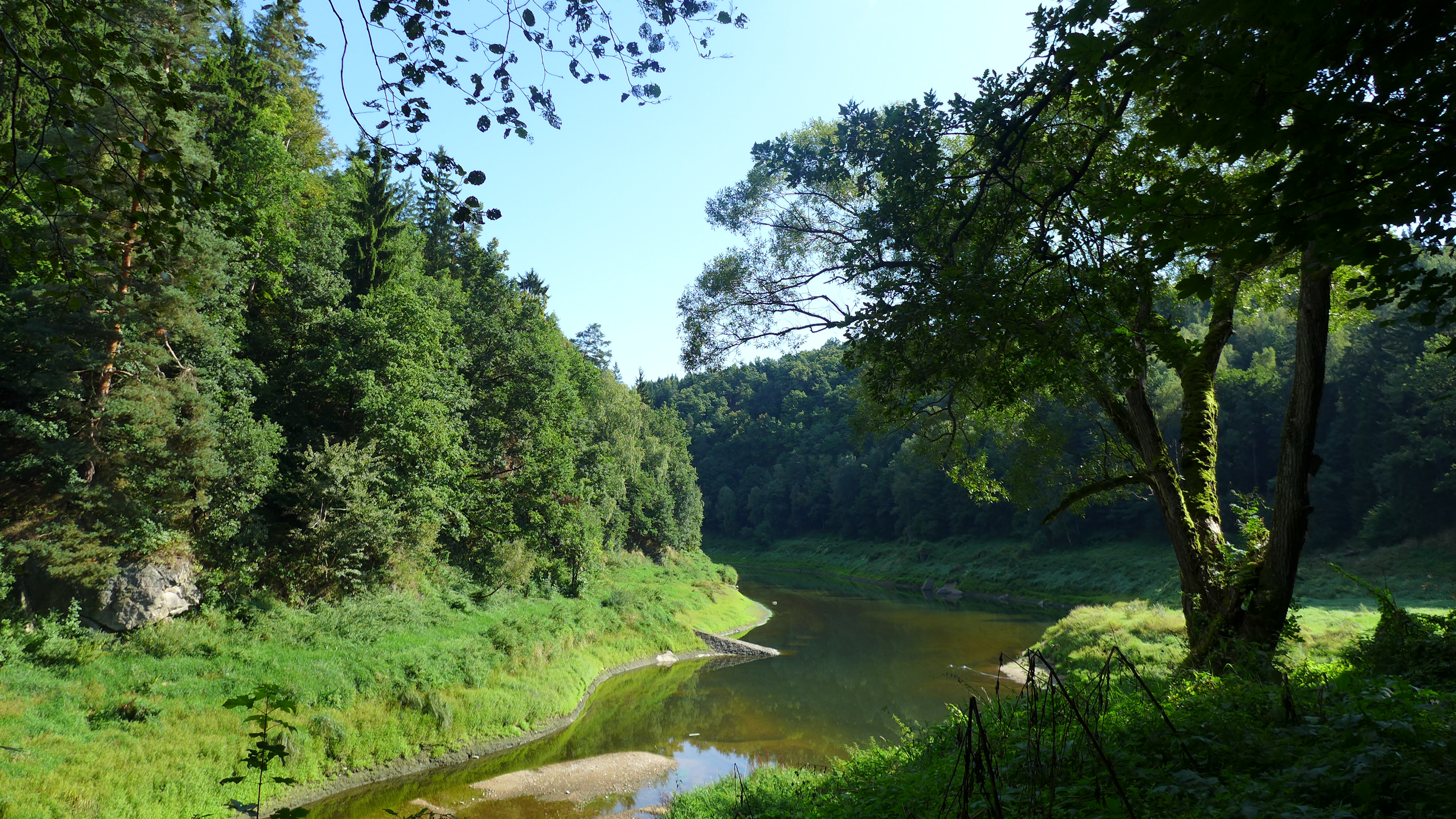
En la pequeña corriente tributaria de Kamienica
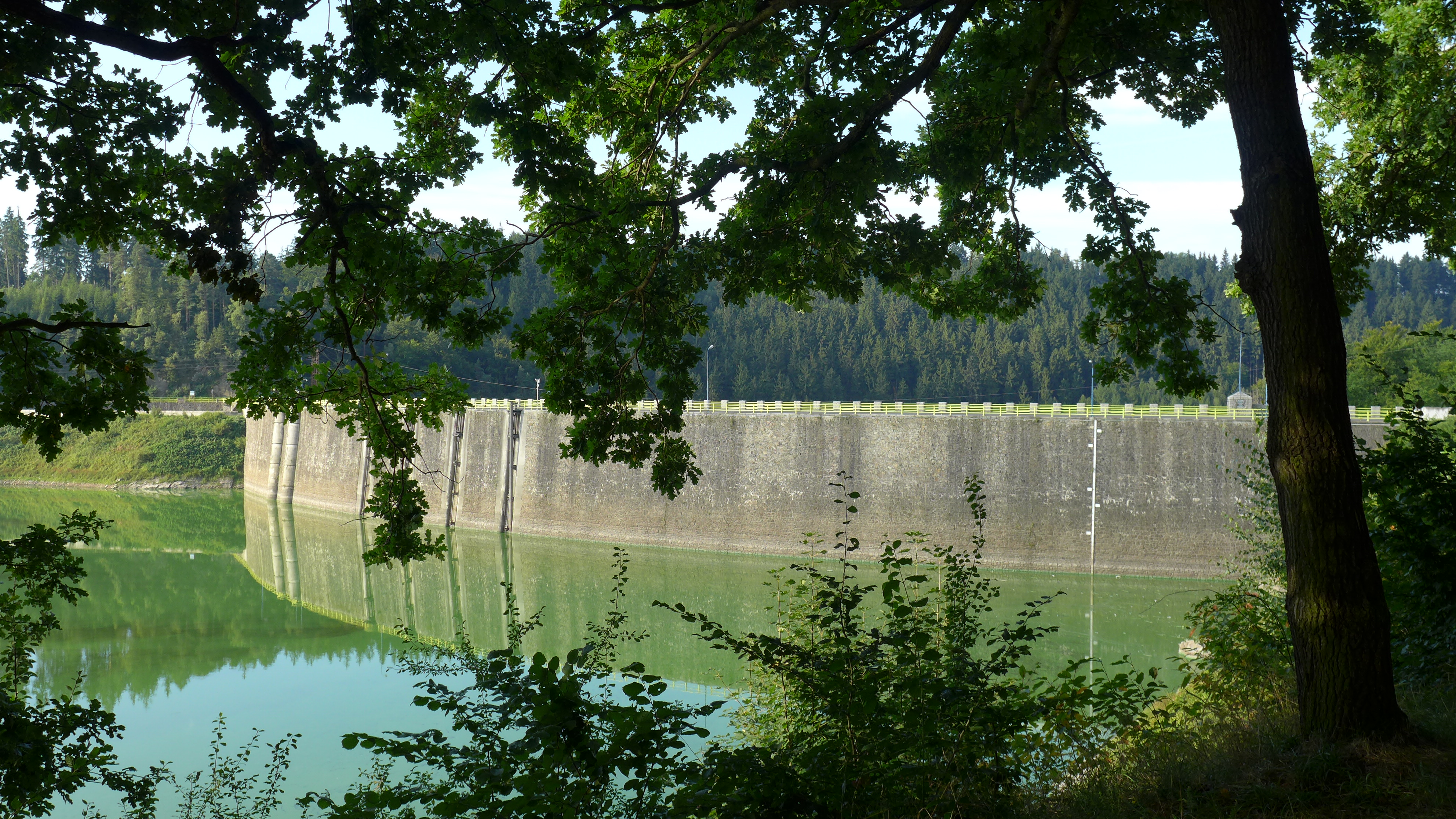
La presa del lago de Pilchowice
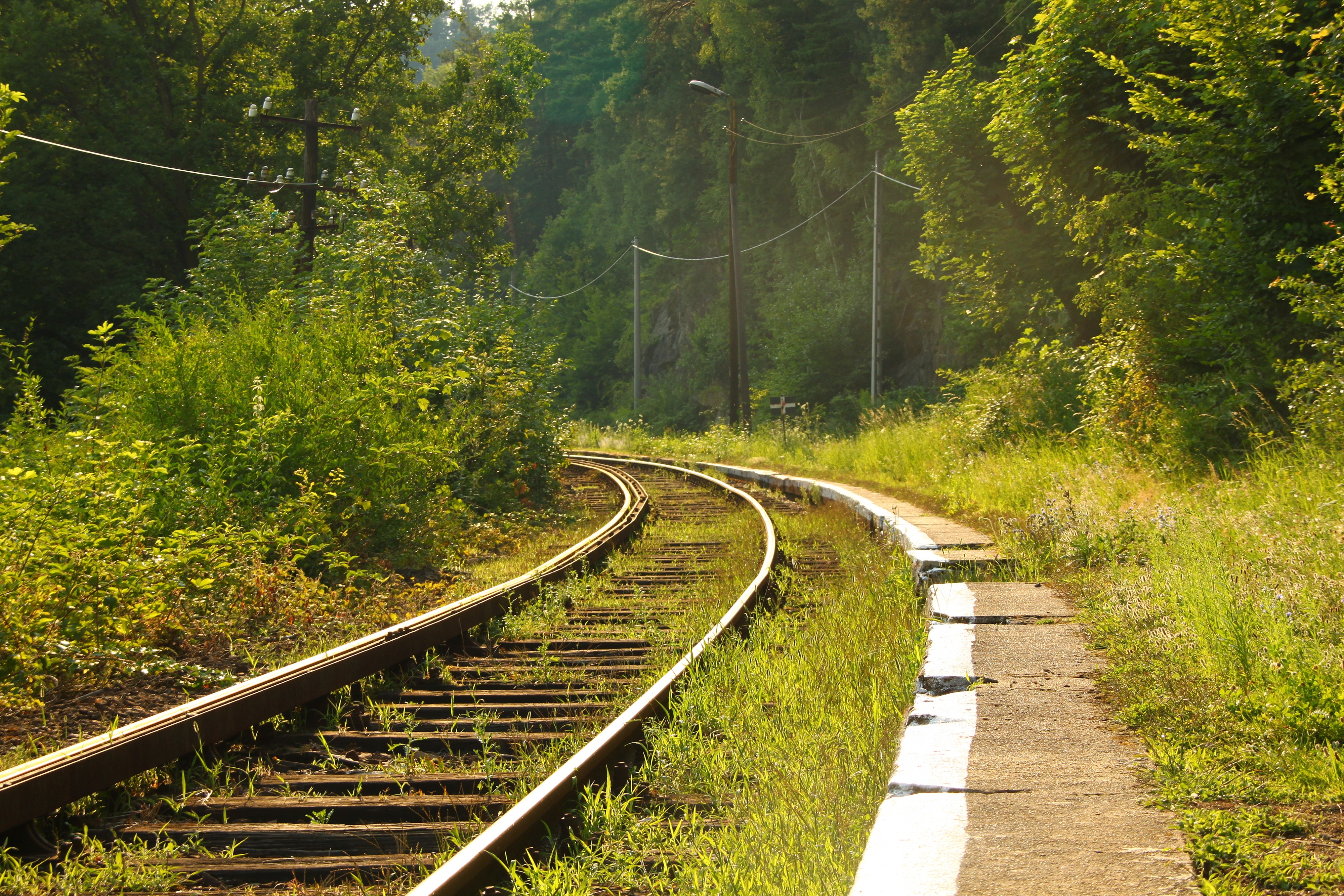
Las vías del tren atraviesan el parque